# ماه پری
ماه پری یک روستا در ایران است که در دهستان اجارود مرکزی واقع شده‌است.